# Jailton Moreira
Jailton Marenco Moreira (São Leopoldo, 1960) é um artista plástico, professor e curador brasileiro.

## Carreira
Frequentou o Atelier Livre da Prefeitura de Porto Alegre entre 1976 e 1977, e em 1978 ingressou no curso de artes plásticas da UFRGS. Entre 1980 e 1991 deu aulas na Escolinha de Arte da Associação Cultural dos Ex-Alunos do Instituto de Artes da UFRGS. 
Em 1984 executou projetos para a Casa de Cultura Mário Quintana, além de criar e compor os cenários e figurinos para o curta-metragem O Temporal e a peça infantil João e Maria, com direção de Biratã Vieira. Em 2002 atuou como um dos curadores do Projeto Rumos Artes Visuais do Instituto Itaú Cultural e integrou a comissão de seleção da 1ª Mostra Rio Arte Contemporânea, no Museu de Arte Moderna do Rio de Janeiro. Em 2011 foi membro do Comitê de Indicação do Prêmio PIPA, e em 2017 foi um dos curadores do Prêmio Marcantonio Villaça.
Com Elida Tessler, foi fundador e administrador do Torreão, importante espaço de produção, debate e pesquisa em arte contemporânea, que funcionou em Porto Alegre entre 1993 e 2009, trazendo artistas e críticos locais e nacionais, além de ter sido modelo para outras iniciativas semelhantes, como o Alpendre, de Fortaleza, o Capacete, do Rio, e o Atelier Subterrânea, de Porto Alegre. O espaço foi ainda objeto de homenagem da Universidade Estadual do Rio de Janeiro, que organizou eventos comemorativos e uma publicação.
Tem ministrado muitos cursos e orientado outros artistas, e tem muitas exposições coletivas e individuais no currículo, destacando-se a participação em duas edições da Bienal do Mercosul (Porto Alegre), em três edições do Panorama de Arte Brasileira (MAM de São Paulo), na coletiva Tropicália – A Revolution in Brazilian Culture (MAC de Chicago e Barbican Gallery de Londres, 2005), e em duas edições do Salão Nacional de Artes Plásticas da FUNARTE (Rio de Janeiro). Sua produção de objetos e instalações tornou-se referência no estado.